# Luigi Battezzato
Luigi Battezzato (Vercelli, 25 maggio 1967) è un grecista e filologo classico italiano, professore ordinario di Letteratura greca presso la Scuola Normale Superiore di Pisa.

## Biografia
Dopo essersi diplomato al Liceo Classico "Lagrangia" di Vercelli, ha studiato alla Scuola Normale Superiore e all'Università di Pisa, come allievo di Vincenzo Di Benedetto, svolgendo periodi di ricerca all'Università di Berkeley. Dopo essere stato Momigliano Scholar presso l'University College di Londra dal 1996 al 1999 e assegnista di ricerca presso la Scuola Normale, ha insegnato presso l'Università del Piemonte Orientale dal 2002 come professore a contratto, dal 2005 come professore associato e dal 2017 come professore ordinario. Dal 2020 è professore ordinario di letteratura greca presso la Scuola Normale Superiore di Pisa, succedendo a Glenn W. Most. Ha svolto docenze a contratto e su invito presso lo IUSS di Pavia, presso l'École Normale Supérieure de Lyon e presso All Souls College a Oxford.

## Interessi di ricerca
Battezzato si è interessato principalmente di letteratura greca, in particolare di tragedia euripidea, di linguistica e metrica greca, di studi cognitivi, di critica del testo e di storia degli studi classici. Ha curato le edizioni BUR delle Coefore di Eschilo e dell'Ecuba di Euripide, della quale ha curato anche un'edizione commentata per la Cambridge University Press. Fa parte dei comitati editoriali di riviste scientifiche («Bryn Mawr Classical Review»; «Cambridge Classical Journal»; «Materiali e discussioni per l'analisi dei testi classici») ed è condirettore di diverse collane di studi classici.

## Opere principali
- Il monologo nel teatro di Euripide, Pubblicazioni della Scuola Normale Superiore, Pisa 1995.
- L. Battezzato (a cura di), Tradizione testuale e ricezione letteraria antica della tragedia greca, Hakkert, Amsterdam 2003.
- Linguistica e retorica della tragedia greca, Edizioni di Storia e Letteratura, Roma 2008.
- Euripide, Ecuba, BUR, Milano 2010.
- Euripides: Hecuba, Cambridge University Press, Cambridge 2018.
- Leggere la mente degli eroi: Ettore, Achille e Zeus nell’Iliade, Edizioni della Normale, Pisa 2019.